# Крятингальское староство
Крятинга́льское староство (лит. Kretingalės seniūnija) — одно из 11 староств Клайпедского района, Клайпедского уезда Литвы. Административный центр — местечко Крятингале.

## География
Расположено в западной части Литвы, в Приморской низменности побережья Балтийского моря. По территории староства протекают следующие реки: Рикине, Ципа, Пашалтинис, Гиндуле, Думешис, Гинкупис, Жупе, Бонале, Дане, Боне, Бабруне, Экяте, Раже, Гадейкупис. Также на территории староства расположены озёра: Плезяй, Калотес.

## Население
Крятингальское староство включает в себя 2 местечка: Крятингале и Пликяй, а также 43 деревни.